# الإضراب العالمي من أجل المناخ 2019

أعداد المشاركين في الإضراب العالمي من أجل المناخ من يوم 20 حتى يوم 27 من سبتمبر عام 2019 حسب البلد.
1,000,000+
100,000+
10,000+
1,000+
100+
احتجاجات صغيرة أو أعداد غير واضحة

الإضراب العالمي من أجل المناخ 2019 أو كما يعرف باسم إضراب المناخ 2019 (بالإنجليزية: climate strikes 2019)
هي سلسلة من الاعتصامات السلمية أقيمت في سبتمبر من عام 2019، وقد أقيمت الاحتجاجات في 4500 مدينة ضمن 150 دولة من دول العالم، مثل لندن ونيويورك وبرلين ومومباي وطوكيو وملبورن وغيرهم. وتهدف إلى إجبار الأنظمة الحاكمة بالبدأ في اتخاذ إجراءات للتصدي لظاهرة التغير المناخي. بدأت الإضرابات في 20 سبتمبر 2019، أي قبل ثلاثة أيام من قمة الأمم المتحدة للمناخ والتي عُقدت في 23 سبتمبر 2019. وستستمر هذه الاحتجاجات حتى 27 سبتمبر 2019. وخلال هذه الفترة سيشهد العالم العديد من الإضرابات والاحتجاجات في جميع أنحاء العالم.
وجاءت الاحتجاجات ضمن حركة «الإضراب العالمي من أجل المناخ» التي بدأتها الناشطة السويدية ذات الـ16 عاما، غريتا تونبرج، التي ألهمت الملايين حول العالم للتظاهر والمطالبة بمواجهة التغير المناخي. ولهذه المناسبة، سيقاطع الطلاب صفوفهم بهدف الضغط على الكبار في السن لكي يطالبوا ويتخذوا تدابير جذرية لوضع حد لتصاعد درجات الحرارة التي تثيرها النشاطات الإنسانية. وسيبلغ التحرّك ذروته بتظاهرة ضخمة في نيويورك.
في 20 سبتمبر 2019، ذكر المنظمون أن 1.4 مليون شخص شاركوا في الإضرابات الألمانية،  وشارك ما يقدر بنحو 300 ألف محتج في الإضرابات الأسترالية. وقد اجتذبت الاحتجاجات في لندن ما يقارب 100 ألف مشارك وفقًا للمنظمين.

## معرض صور

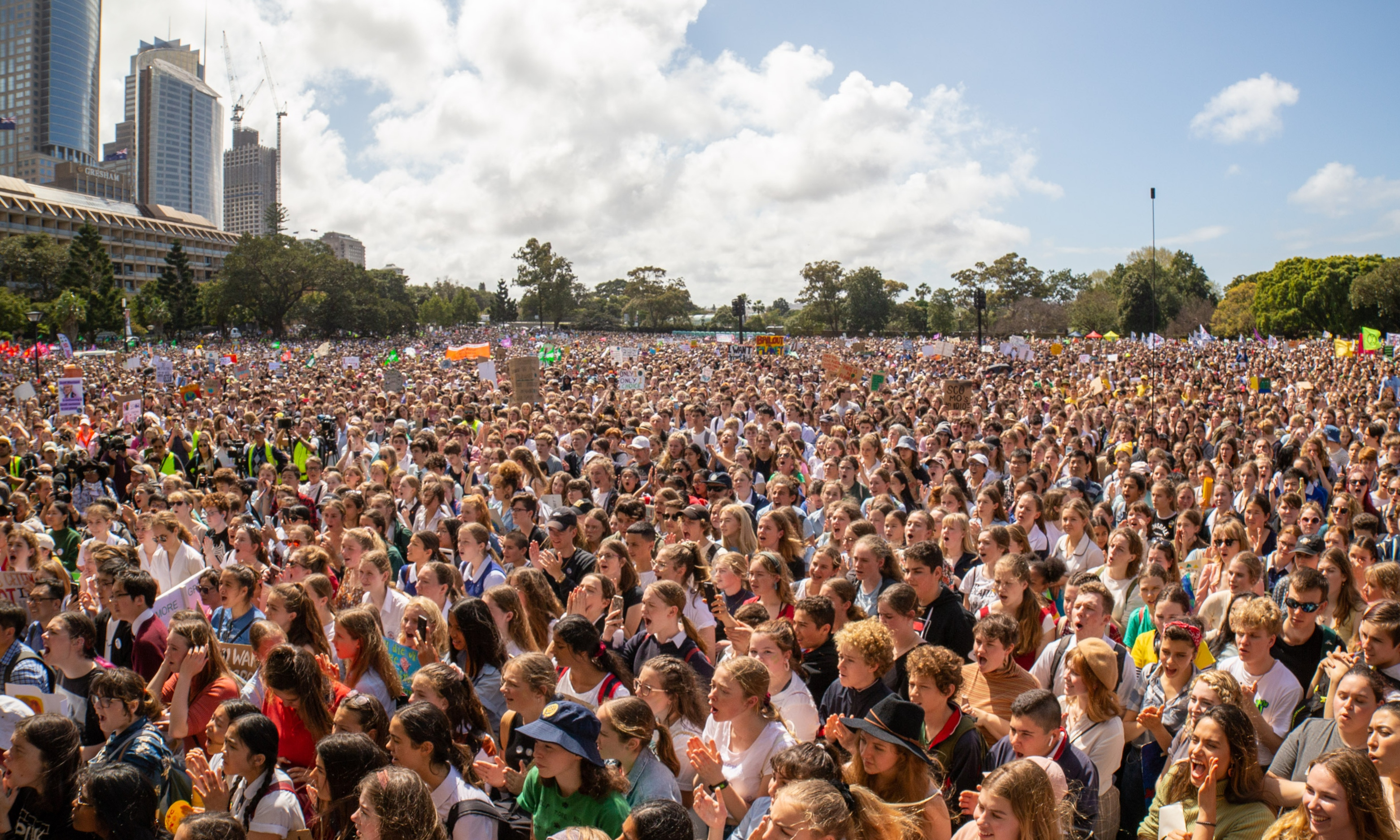
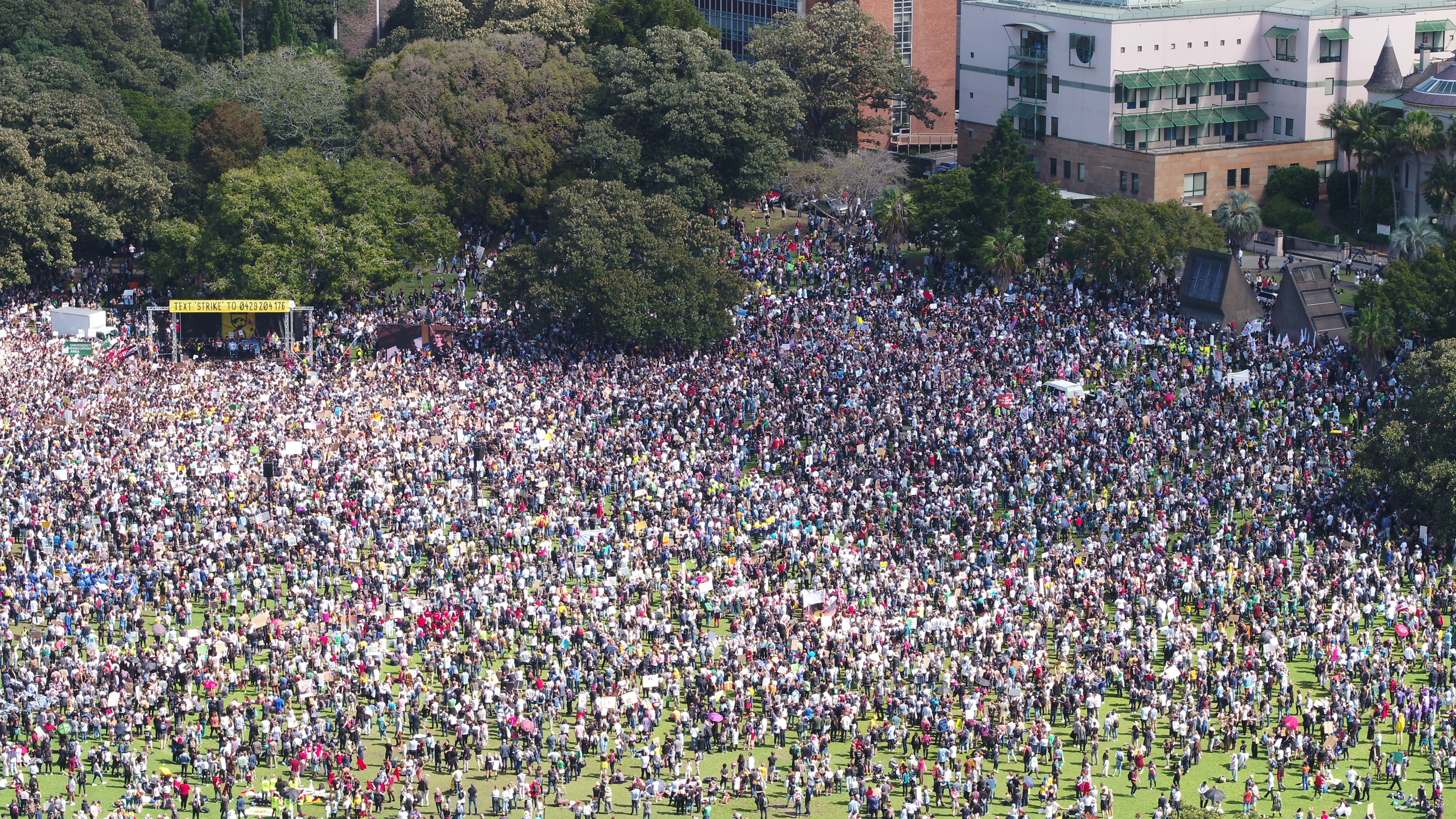
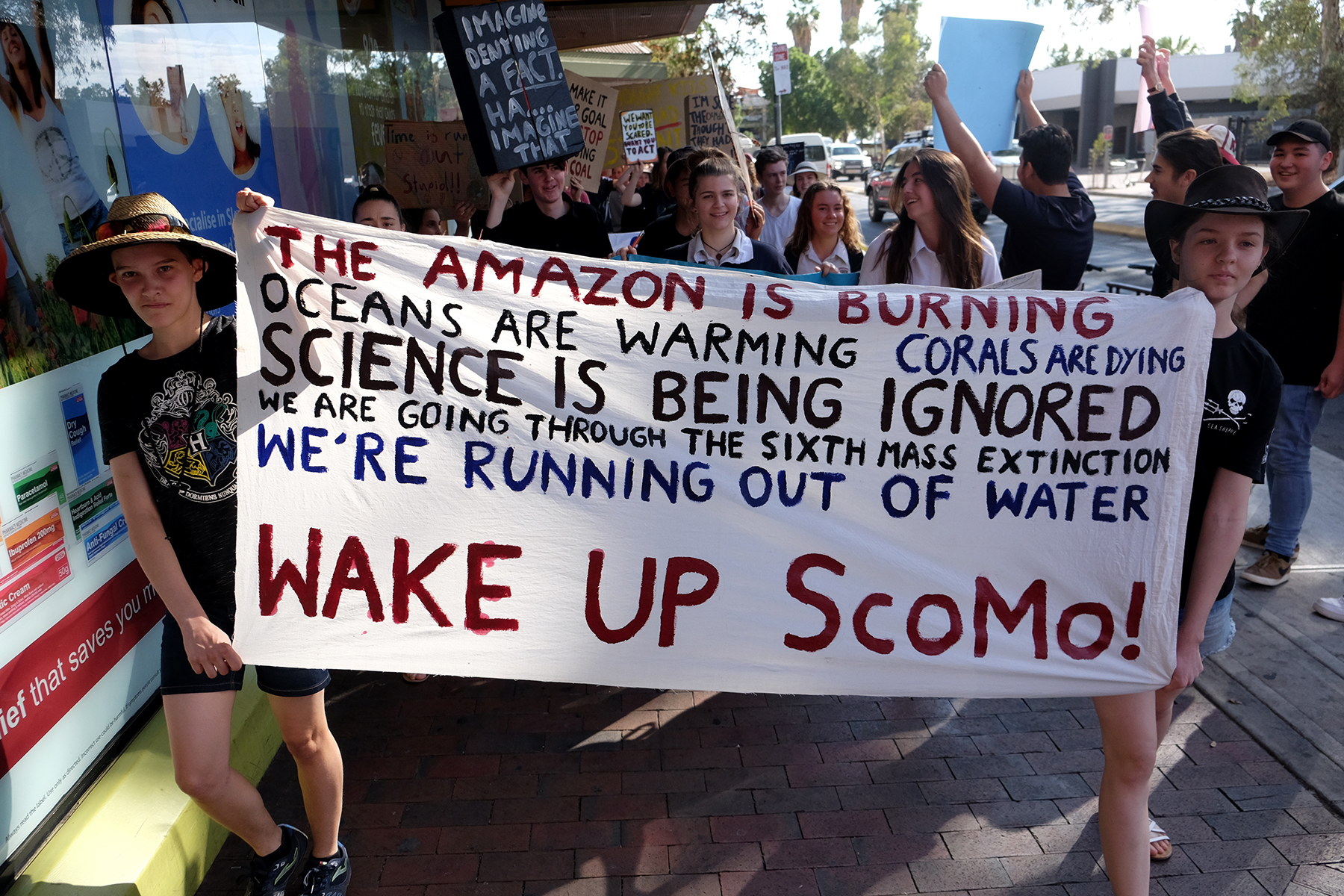